# Danball Senki
Danball Senki (jap. ダンボール戦機, Dambōru Senki), auch LBX für Little Battlers eXperience, ist ein japanisches Franchise von Computerspielen, Mangas und Animes. Das erste Werk war der im Januar 2011 erschienene Manga von Hideaki Fujii. Es folgten ab März des gleichen Jahres eine Fernsehserie und ab Juni diverse Spiele des Entwicklers Level-5.

## Inhalt
Im Spiel Danball Senki treten die Spieler mit Miniatur-Mechas in speziellen Arenen gegeneinander an. Die Handlung spielt in einer Welt des Jahres 2050 und danach, in der solche Turniere mit echten kleinen Robotern zu einem beliebten Hobby geworden sind. Der Junge Ban Yamano (山野バン), der auch gern mitspielen würde, bekommt eines Tages von einer geheimnisvollen Frau einen solchen Roboter geschenkt. Doch enthält dieser Geheimnisse, hinter denen eine politische Verschwörung her ist, deren Opfer bereits Bans Vater wurde. So geraten er und seine Freunde zwischen diese Machtspiele und soll, so die geheimnisvolle Frau, Japan vor dieser Verschwörung retten. In der Fortsetzung kämpft Ban zusammen mit alten und neuen Freunden gegen Terroristen, die die Roboter für ihre eigenen Zwecke missbrauchen wollen. Schließlich gibt es einen Handlungsstrang, der weiter in der Zukunft spielt und vom Leben in einer Schule handelt, die der Ausbildung von Danball-Senki-Spielern gewidmet ist.

## Veröffentlichungen

### Mangas
Eine erste Mangaserie von Hideaki Fujii erschien von Ausgabe 2/2011 (15. Januar 2011) bis 3/2013 (15. Februar 2013) im Manga-Magazin CoroCoro Comic des Verlags Shogakukan in Japan. Die Kapitel wurden auch in sechs Sammelbänden (Tankōbon) herausgebracht.
Daran schloss sich die Fortsetzung Danball Senki Wars (ダンボール戦機ウォーズ) an, die von Ausgabe 4/2013 (15. März 2013) bis 11/2013 (15. Oktober 2013) erschien. Deren Kapitel wurden in zwei Sammelbänden zusammengefasst.

### Animes
Bis 2011 produzierte das Studio Oriental Light and Magic eine zunächst 44-teilige Anime-Fernsehserie als Teil des Franchises. Bei der Produktion führte Naohito Takahashi Regie, Atsuhiro Tomioka war verantwortlich für das Serienkonzept. Die Idee zur Serie stammte von Akihiro Hino. Das Charakterdesign entwarf Hiroyuki Nishimura und die künstlerische Leitung lag bei Toshihiro Kohama und Yoshio Tanioka. Der ersten Staffel folgten zwei weitere: Danball Senki W mit 58 Folgen und Danball Senki Wars mit 37 Folgen, sodass insgesamt 139 der 25 Minuten langen Folgen entstanden.
Die Ausstrahlung erfolgte vom 2. März 2011 bis zum 25. Dezember 2013 in Japan beim TV-Tokyo-Network, gleichzeitig auf TV Tokyo, TV Hokkaidō, TV Aichi, TV Ōsaka, TV Setouchi und TVQ Kyūshū, aber auch mit Zeitversatz auf anderen Sendern. Eine englische Fassung wurde von Animax Asia gezeigt, eine koreanische von Cartoon Network Korea, eine französische von Canal J sowie eine Übersetzung in Tagalog von ABS-CBN Sports+Action. Jedoch wurde nicht jede Staffel in alle diese Sprachen übersetzt.
Am 1. Dezember 2012 kam mit Inazuma Eleven GO vs. Danball Senki W ein Crossover mit der Serie Inazuma Eleven in die japanischen Kinos.

#### Synchronsprecher
| Rolle            | Japanische Stimme (Seiyū) |
| ---------------- | ------------------------- |
| Kazuya Aoshima   | Daisuke Namikawa          |
| Ami Kawamura     | Marina Inoue              |
| Ban Yamano       | Megumi Kubota             |
| Hiro Ōzora       | Hiro Shimono              |
| Ran Hanasaki     | Kana Hanazawa             |
| Arata Sena       | Ryōta Ōsaka               |
| Hikaru Hoshihara | Sayori Ishizuka           |
| Muraku Hōjō      | Shūhei Iwase              |
| Haruki Izumo     | Tomoaki Maeno             |

#### Musik
Die Musik der Serie wurde komponiert von Rei Kondō. Die Vorspanne wurden unterlegt mit folgenden Liedern:
- 1 Dream von Little Blue boX
- Ishin Denshin (以心伝心) von Little Blue boX
- Brave Hero von Little Blue boX
- Sanmi Ittai von Little Blue boX
- 2 Spirits von Little Blue boX
- Telepathy von Little Blue boX
- Mugen Myself von Little Blue boX
- Eternal von Little Blue boX

Die Abspanntitel sind:
- Boku no Chokinbako (僕の貯金箱) von Hiroki Maekawa
- Himitsu Kichi (ヒミツキチ) von Hiroki Maekawa
- Do Wak Parappa von Hiroki Maekawa
- Me wo Tojite… von Hiroki Maekawa
- Umare Kawattemo Boku de Ii yo von Hiroki Maekawa
- Chikyū no kizuna (地球の絆) von Dream5
- Kamisama Yāyāyā von Dream5
- Bokutachi no Wars von Ryota Ohsaka, Sayori Ishizuka, and Tomoaki Maeno
- Hirameki von Ryota Ohsaka

### Computerspiele
Das erste von Level-5 entwickelte Spiel erschien am 16. Juni 2011 in Japan für die PlayStation Portable. Bis 2013 folgten fünf weitere Spiele, auch für die Konsolen Nintendo 3DS und PlayStation Vita. Die Spiele sind eine Mischung aus Computerrollenspiel, in der der Spieler einer Handlung folgt, ein darin eingestreuten Duellen mit Gegnern sowie optionalen Neben-Quests.